# Hitrádio Faktor
Hitrádio Faktor je soukromá rozhlasová stanice z Českých Budějovic.
Vysílání bylo zahájeno 1. července 1991 pod názvem Radio Faktor na základech pirátského Radia Podzemí. Původně lokální vysílání pro Českobudějovicko bylo po obdržení regionální licence 5. prosince 1994 rozšířeno na území celého Jihočeského kraje. Stanice se stala při rozsáhlých povodních v srpnu 2002 důležitým zdrojem regionálních informací pro občany i další média.
V září 2005 se rádio začlenilo do nově vytvořené sítě regionálních stanic Hitrádio a převzalo její centralizovaný hudební program založený na formátu Adult Contemporary (AC) včetně jednotné zvukové a vizuální identifikace. V roce 2006 došlo ke změně i ve vlastnické struktuře společnosti držící licenci k vysílání. Firmu převzala od původního vlastníka JUDr. Ladislava Faktora rozhlasová skupina Media Bohemia.
Cílovou skupinou jsou posluchači ve věku 20 – 49 let. Program tvoří hity od těch největších po ty nejnovější, regionální zpravodajství a užitečné servisní informace. Jednotlivá Hitrádia mezi sebou spolupracují např. při pokrytí klíčových zpravodajských událostí, kulturních a sportovních akcí.

## Poslechovost
Podle průzkumu poslechovosti RadioProjekt (3Q + 4Q 2023) má Hitrádio Faktor v rámci celé České republiky denní poslechovost 46 tisíc posluchačů. S denní poslechovostí 60 tisíc posluchačů je druhou nejposlouchanější stanicí celkem a nejposlouchanější regionální rozhlasovou stanicí v Jihočeském kraji v roce 2017.

## Program

### Pracovní den:
- 6:00 - 9:00 Snídaně šampionů (Michal Knejp, Kateřina Pechová) (celoplošné vysílání z Prahy)
- 6:00 - 9:00 Snídaně šampionů (pá) (Michal Knejp) (celoplošné vysílání z Prahy)
- 9:00 - 12:00 Dopoledne doma na Jihu (Jana Křížová)
- 12:00 - 15:00 Odpoledne doma na Jihu (Matyáš Palkovič)
- 15:00 - 19:00  Odpoledne doma na Jihu (Jirka Ježek)
- 19:00 - 22:00 Hitrádio Classic (Michal Klein) (celoplošné vysílání z Prahy)
- Středa 19:00 - 22:00 Vaše středa (Leona Gyöngyösi) (celoplošné vysílání z Prahy)

#### Víkend:
- 7:00 - 13:00 Leona Gyöngyösi (celoplošné vysílání z Prahy)
- 13:00 - 18:00 Lenka Danielová, Dana Formánková ,Simona Krajíčková Höferová

#### Zpravodajství:
- Pavel Ferenčík

## Frekvence:

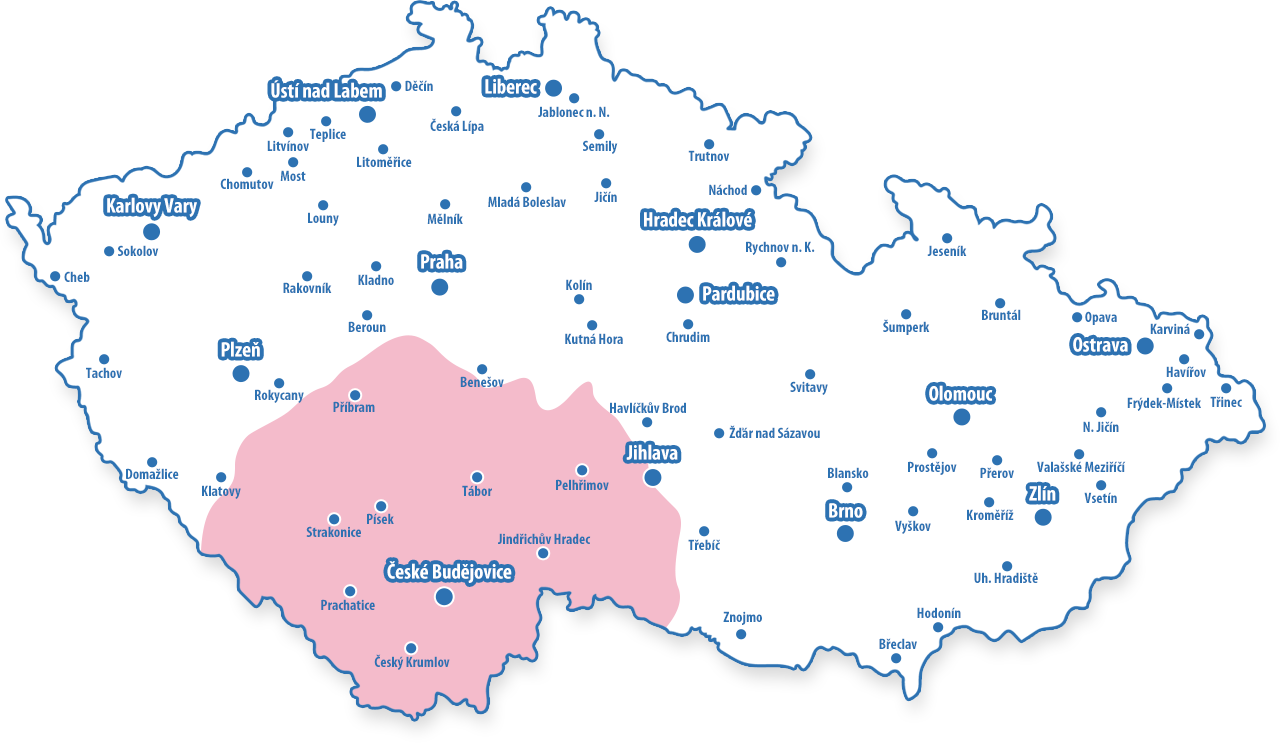
Mapa pokrytí Hitrádia Faktor

- 104.3 MHz FM jižní Čechy
- 93.6 MHz FM Písek
- 87.6 MHz FM Poluška
- 88.0 MHz FM Český Krumlov
- 88.0 MHz FM Tábor
- 90.1 MHz FM Strakonice
- 94.6 MHz FM Jindřichův Hradec
- 98.3 MHz FM Pelhřimov